# 缶部
缶部（）は、漢字を部首により分類したグループの一つ。
康熙字典214部首では121番目に置かれる（6画の4番目、未集の4番目）。

## 概要

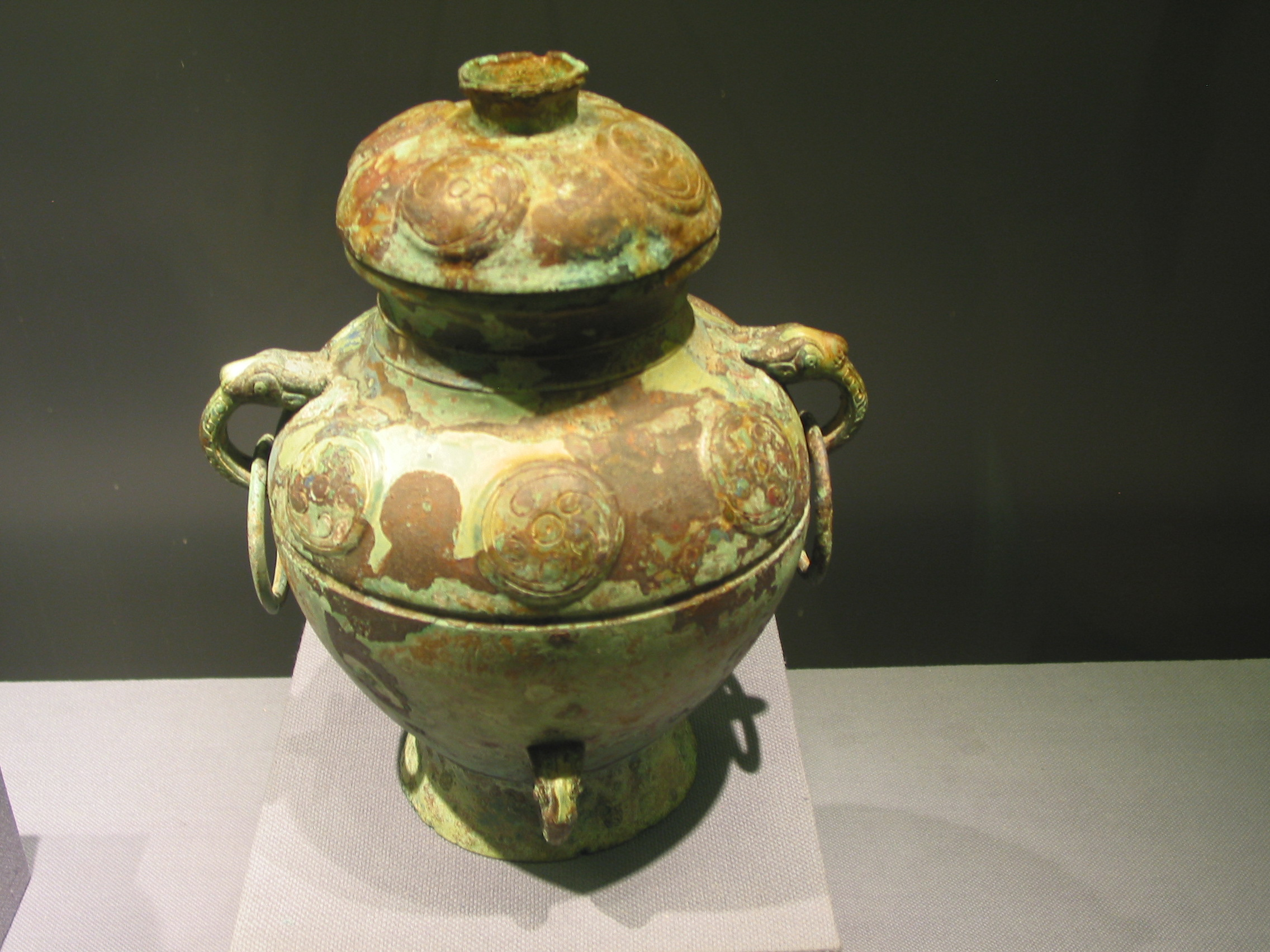
「罍」と呼ばれる青銅製あるいは陶製の酒や水を入れる容器

缶部には「缶」を筆画の一部として持つ漢字を分類している。
単独の「缶」字は、胴が太く口が小さい、酒や飲料を入れる素焼きの器を意味する。字源としては音を表す部分（元々は枹の形に由来する）と区別のための記号「口」とからなる文字で、容器を意味する単語を表記するのは仮借による。なお「缶」の字音はフであり、常用漢字の「缶」は「罐」（音はクヮン、円筒形の容器）の新字体である。
「缶」は意符としては液体を入れる容器（陶器を主とする）に関する文字に含まれる。「瓦」に類似し、「甕」と「罋」、「瓶」と「缾」のような異体字を作っているが、どちらかといえば「瓦」は土製という素材に重みがあり、「缶」は液体を入れておく容器という形体に重みがある。

## 部首の通称
- 日本：ほとぎ、ほとぎへん、かん
- 韓国：장군부부（janggun bu bu、ほとぎの部）
- 英米：Radical jar

## 部首字
缶
- 中古音
  - 広韻 - 方久切、有韻、上声
  - 詩韻 - 有韻、上声
  - 三十六字母 - 非母
- 現代音
  - 普通話 - ピンイン：fǒu 注音：ㄈㄡˇ ウェード式：fou3
  - 広東語 - Jyutping:fau2 イェール式:fau2
- 日本語 - 音：フウ（漢音）・フ（呉音） 訓：ほとぎ
- 朝鮮語 - 音：부(bu) 訓：장군（janggun、酒・水・醤油などを入れて運ぶための容器）

## 例字
- 缶
- 3:缸、4:缺（欠→欠部）、11:罅、14:罌、15:罍（𦉩）、18:罐
  - 鬱→鬯部